# 中原氏鬼督邮
中原氏鬼督邮（学名：Ainsliaea secundiflora）为菊科鬼督邮属下的一个种。